# Internationale Kommission zur Nuklearen Nichtverbreitung und Abrüstung
Die Internationale Kommission zur Nuklearen Nichtverbreitung und Abrüstung, englisch International Commission on Nuclear Non-proliferation and Disarmament, wurde auf Initiative der Regierungen Australiens und Japans gegründet. Ihr Hauptanliegen ist die nukleare Abrüstung.

## Geschichte
Am 9. Juli 2008 kündigte die australische Regierung die Einrichtung einer Internationalen Kommission für nukleare Nichtverbreitung und Abrüstung an. Am 25. September 2008 wurden die Mitglieder und die Zielsetzungen bekannt gegeben. Zum Vorstand zählen Yoriko Kawaguchi, ehemalige japanische Außenministerin, und Gareth Evans, ehemaliger australischer Außenminister.
Im Januar 2010 legte die Kommission einen Bericht mit dem Anliegen vor, das weltweite Potential von 23.000 nuklearen Sprengköpfen, mit der insgesamt 150.000-fachen Vernichtungskraft der Hiroshima-Bombe, zu verringern. Ihr Vorschlag war der Abschluss eines internationalen Vertrags mit dem Kerninhalt „Kein Erstschlag“.